# Arrondissement de Poméranie-Occidentale-Rügen
L'arrondissement de Poméranie-Occidentale-Rügen (Landkreis Vorpommern-Rügen en allemand) est un nouvel arrondissement du Mecklembourg-Poméranie-Occidentale en Allemagne du nord-est. Il a été créé par la réforme du 4 septembre 2011. Son chef-lieu est la ville de Stralsund. Il regroupe cent six communes.

## Villes, communes et communautés d'administration
(nombre d'habitants en 2010)

Situation des cantons dans l'arrondissement.

Communes autonomes (Amtsfreie Gemeinde) :
1. Binz (5 407)
2. Grimmen, ville (10 399)
3. Marlow, ville (4 770)
4. Putbus, ville (4 624)
5. Sassnitz, ville (10 366)
6. Stralsund, ville hanséatique (57 870)
7. Süderholz, (4 041)
8. Zingst, (3 163)

Cantons (Amt) et communes rattachées
* Sièges des cantons
* Siège administratif
| - 1. Amt Altenpleen 1. Altenpleen * (934) 2. Groß Mohrdorf (816) 3. Klausdorf (637) 4. Kramerhof (1 800) 5. Preetz (966) 6. Prohn (1 967) - 2. Amt Barth 1. Barth, ville * (8 733) 2. Divitz-Spoldershagen (491) 3. Fuhlendorf (922) 4. Karnin (223) 5. Kenz-Küstrow (530) 6. Löbnitz (642) 7. Lüdershagen (576) 8. Pruchten (715) 9. Saal (1 182) 10. Trinwillershagen (1 253) - 3. Amt Bergen auf Rügen 1. Bergen auf Rügen, ville * (14 030) 2. Buschvitz (238) 3. Garz/Rügen, ville (2 343) 4. Gustow (643) 5. Lietzow (275) 6. Parchtitz (779) 7. Patzig (485) 8. Poseritz (1 110) 9. Ralswiek (254) 10. Rappin (346) 11. Sehlen (898) | - 4. Amt Darß/Fischland 1. Ahrenshoop (713) 2. Born a. Darß * (1 120) 3. Dierhagen (1 570) 4. Prerow (1.615) 5. Wieck a. Darß (760) 6. Wustrow (1 209) - 5. Amt Franzburg-Richtenberg 1. Franzburg, ville * (1 446) 2. Glewitz (560) 3. Gremersdorf-Buchholz (709) 4. Millienhagen-Oebelitz (358) 5. Papenhagen (591) 6. Richtenberg, ville (1 350) 7. Splietsdorf (512) 8. Velgast (1 854) 9. Weitenhagen (245) 10. Wendisch Baggendorf (536) - 6. Amt Miltzow 1. Elmenhorst (724) 2. Sundhagen (5 409) 3. Wittenhagen (1 209) - 7. Amt Mönchgut-Granitz 1. Baabe * (837) 2. Gager (413) 3. Göhren (1 242) 4. Lancken-Granitz (377) 5. Middelhagen (571) 6. Sellin (Rügen) (2 412) 7. Thiessow (415) 8. Zirkow (680) | - 8. Amt Niepars 1. Groß Kordshagen (352) 2. Jakobsdorf (511) 3. Kummerow (331) 4. Lüssow (890) 5. Neu Bartelshagen (353) 6. Niepars * (1 891) 7. Pantelitz (740) 8. Steinhagen (2 623) 9. Wendorf (990) 10. Zarrendorf (1 059) - 9. Amt Nord-Rügen 1. Altenkirchen (999) 2. Breege (774) 3. Dranske (1 230) 4. Glowe (1 015) 5. Lohme (513) 6. Putgarten (267) 7. Sagard (Rügen) * (2 552) 8. Wiek (1 148) - 10. Amt Recknitz-Trebeltal 1. Bad Sülze, ville (1 689) 2. Dettmannsdorf (1 037) 3. Deyelsdorf (521) 4. Drechow (229) 5. Eixen (797) 6. Grammendorf (602) 7. Gransebieth (629) 8. Hugoldsdorf (139) 9. Lindholz (677) 10. Tribsees, ville * (2 630) | - 11. Amt Ribnitz-Damgarten 1. Ahrenshagen-Daskow (2 058) 2. Ribnitz-Damgarten, ville * (16 038) 3. Schlemmin (310) 4. Semlow (786) - 12. Amt West-Rügen 1. Altefähr (1 191) 2. Dreschvitz (807) 3. Gingst (1 332) 4. Hiddensee (1 034) 5. Kluis (421) 6. Neuenkirchen (308) 7. Rambin (991) 8. Samtens * (1 959) 9. Schaprode (516) 10. Trent (749) 11. Ummanz (623) |